# 长柱贝加尔唐松草
长柱贝加尔唐松草（学名：Thalictrum baicalense var. megalostigma）为毛茛科唐松草属下的一个变种。

## 扩展阅读
- 維基物種上的相關：长柱贝加尔唐松草